# On Air
A On Air é uma empresa portuguesa vocacionada, em matéria de produção e gravação de som, para áreas como a dobragem, a música, o cinema, os documentários e a publicidade, tendo por destino o mercado português. Foi fundada em 2001, encontrando-se sediada em Lisboa.

## Dobragens
A On Air é o local onde desde há 19 anos se dobram filmes e séries de animação e imagem real. O primeiro projecto dobrado na On Air foi o filme de animação da Disney Peter Pan em A Terra do Nunca. Outros filmes de grandes estúdios como a Fox, Warner e Dreamworks se seguiram, como por exemplo: Spirit: Espírito Selvagem, , Shrek 2, A Idade do Gelo 2: Descongelados, etc. Nos primeiros anos do estúdio, ainda se dobraram filmes da Disney, como Monstros e Companhia, O Planeta do Tesouro, À Procura de Nemo, entre outros. Alguns anos depois, os filmes da Disney passaram a ser dobrados outra vez exclusivamente nos Estúdios da Matinha. Os directores de dobragem que trabalham mais frequentemente no estúdio são Cláudia Cadima, José Jorge Duarte e Ermelinda Duarte. Foram dobradas algumas séries no estúdio, como por exemplo: A Guerra dos Clones, Miraculous: As Aventuras de Ladybug e ainda foram gravadas no estúdio as vozes para a série Nutri Ventures, a primeira série portuguesa de lançamento global a ser exibida pelos Estados Unidos. Actualmente, o estúdio já dobrou mais de 50 filmes de animação, como os filmes da saga Madagáscar, O Panda do Kung Fu e Como Treinares o Teu Dragão, filmes de imagem real como O Amigo Gigante, filmes da Universal Studios, Sony Pictures Animation, Warner Bros, etc.